# Limnophis bicolor
Limnophis bicolor — вид змій родини полозових (Colubridae). Мешкає в Центральній і Південній Африці.

## Поширення і екологія
Limnophis bicolor мешкають на півдні Демократичної Республіки Конго, в Анголи та на крайньому північному заході Замбії. Вони живуть в заплавах річок у басейнах Замбезі і Конго та у водно-болотних угіддях. Живляться виключно рибою.